# Vlag van de Republiek Venetië

Vlag van de Republiek Venetië

Stadsvlag van Venetië

Vaandel van Venetië in oorlogstijd: de leeuw van Sint Marcus op een gesloten boek.

De vlag van de Republiek Venetië had als centrale kenmerk de gevleugelde leeuw van San Marco met een geopend boek. De leeuw kijkt naar de hijszijde van de vlag en toont het boek ook aan die zijde.
Het boek toont de zin Vrede met U, O Marcus, mijn Evangelist. Deze zin is afkomstig uit een middeleeuwse legende, die zegt dat een engel deze zin tegen Marcus zei toen hij naar Rome reisde. In sommige bronnen wordt gesteld dat het boek op de vlag de Bijbel is. Echter, aangezien de genoemde zin niet uit de Bijbel komt, is het getoonde boek niet de Bijbel.
De andere elementen op de vlag verschilden nogal, omdat er nooit specificaties zijn vastgelegd. Vooral het veld varieerde: vaak was dit rood, soms blauw of rood met een blauwe band. De huidige vlaggen van Venetië en de Italiaanse regio Veneto zijn gebaseerd op vlag van de Republiek Venetië.

## Galerij

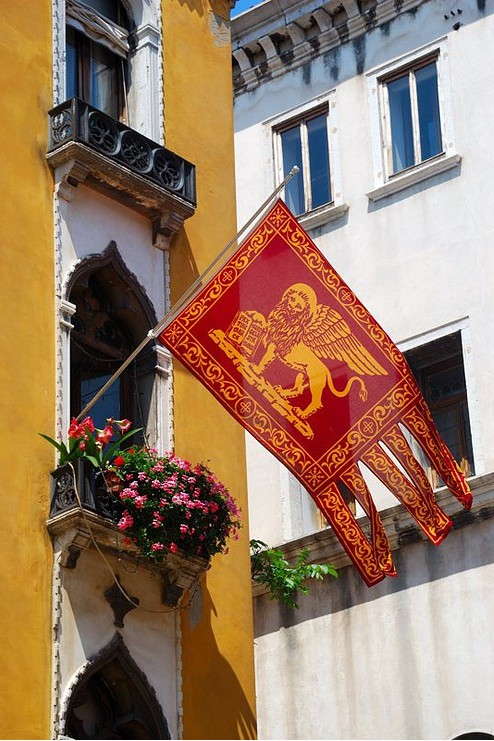
Een moderne replica van de vlag die vanaf een balkon in Venetië wordt gevlogen
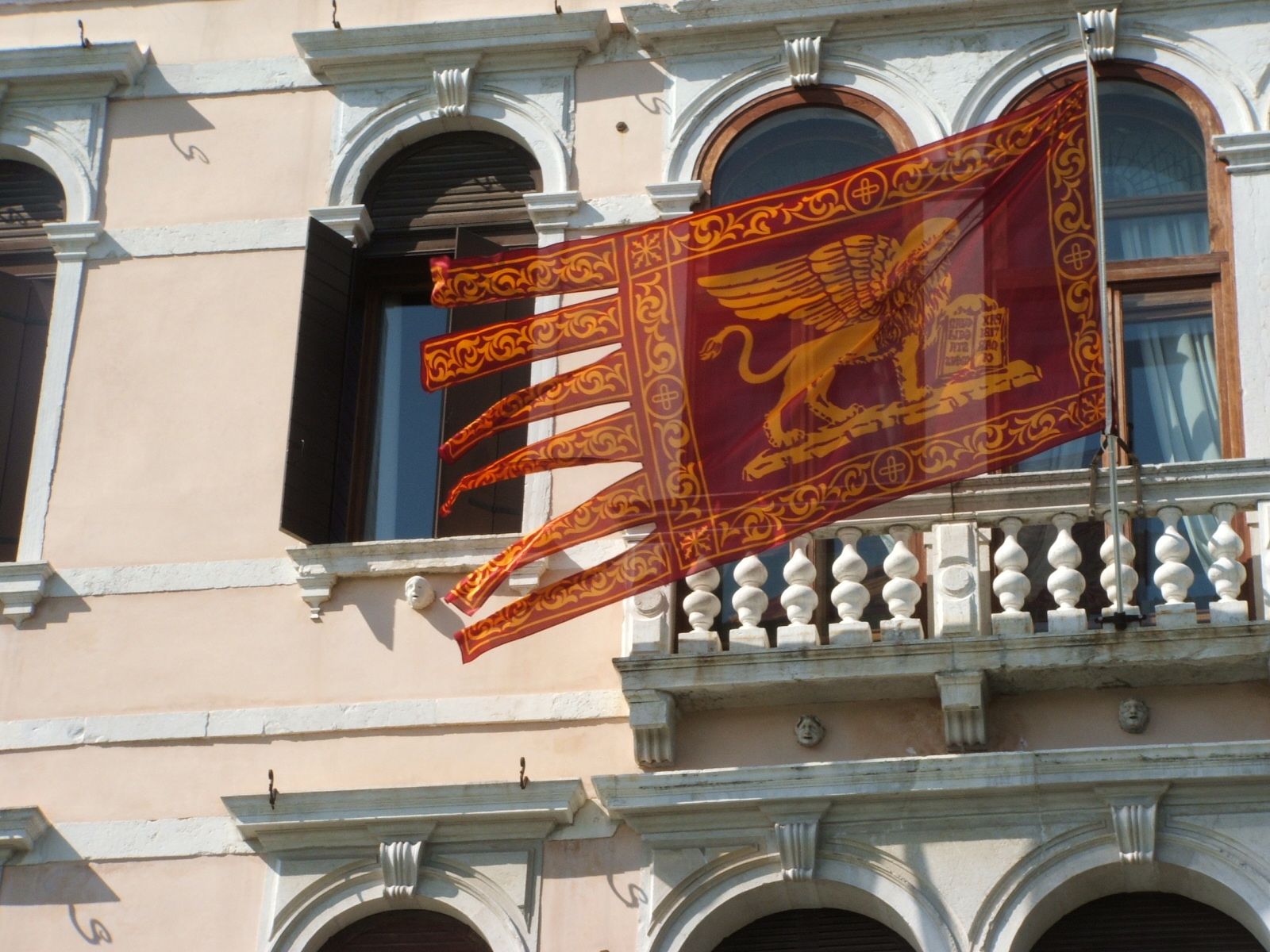
De vlag van de Republiek Venetië op een paleis aan het Canal Grande
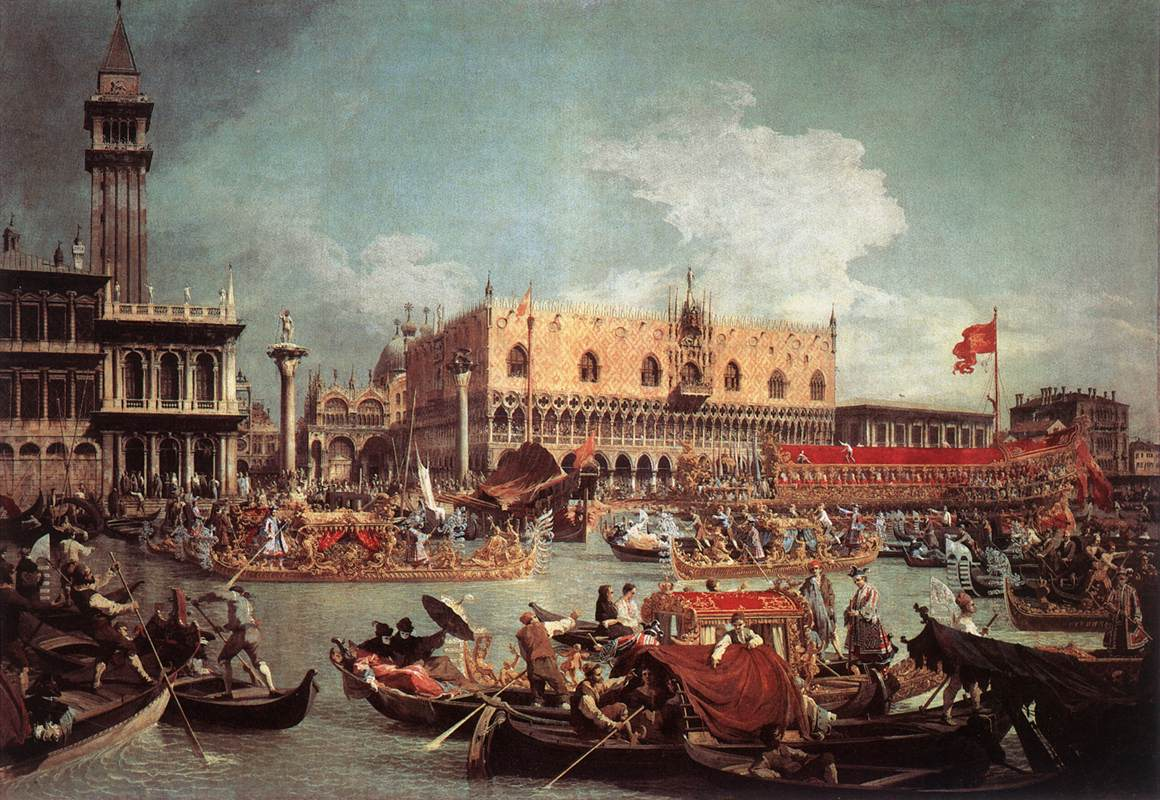
Canaletto (1730) - De Venetiaanse vlag op de Bucintoro
- Video

Rijksstad Aken · Anhalt · Baden · Bataafse Republiek · Koninkrijk der Beide Siciliën · Koninkrijk Beieren · Groothertogdom Berg · Hertogdom Bourgondië · Brunswijk · Cornwall · Koninkrijk Dalmatië · Vrije Stad Danzig · Duitse Democratische Republiek · Duitse Rijk · Deutschösterreich · Engelse Gemenebest · Koninkrijk Etrurië · Vrijstaat Fiume · Republiek Gumuljina · Koninkrijk Hannover · Hanze · Heilige Roomse Rijk · Herceg-Bosna · Hessen-Darmstadt · Hessen-Kassel · Hessen-Homburg · Volksstaat Hessen · Idel-Oeral Staat · Joegoslavië · Kerkelijke Staat · Koeban · Koerland · Republiek Krakau · Lucca · Prinsbisdom Luik · Luikse Republiek · Mecklenburg-Schwerin · Mecklenburg-Strelitz · Memelland · Midden-Litouwen · Nazi-Duitsland · Neutraal Moresnet · Occitanië · Oldenburg · Oost-Roemelië · Oostenrijk-Hongarije · Ottomaanse Rijk · Parthenopeïsche Republiek · Pommeren · Pruisen · Republiek Ragusa · Reuss jongere linie · Reuss oudere linie · Volksstaat Reuss · Rijnprovincie · Protectoraat Saarland · Saksen · Saksen-Altenburg · Saksen-Coburg en Gotha · Saksen-Hildburghausen · Saksen-Meiningen · Savoie · Servië en Montenegro · Sovjet-Unie · Transkaukasische Socialistische Federatieve Sovjetrepubliek · Tsjecho-Slowakije · Unie van Kalmar · Republiek Venetië · Waldeck-Pyrmont · Westfalen · Weimarrepubliek · Württemberg ·  Republiek der Zeven Verenigde Nederlanden (1572-1795) · Republiek der Zeven Verenigde Nederlanden (1650-1795)